# EuroCity

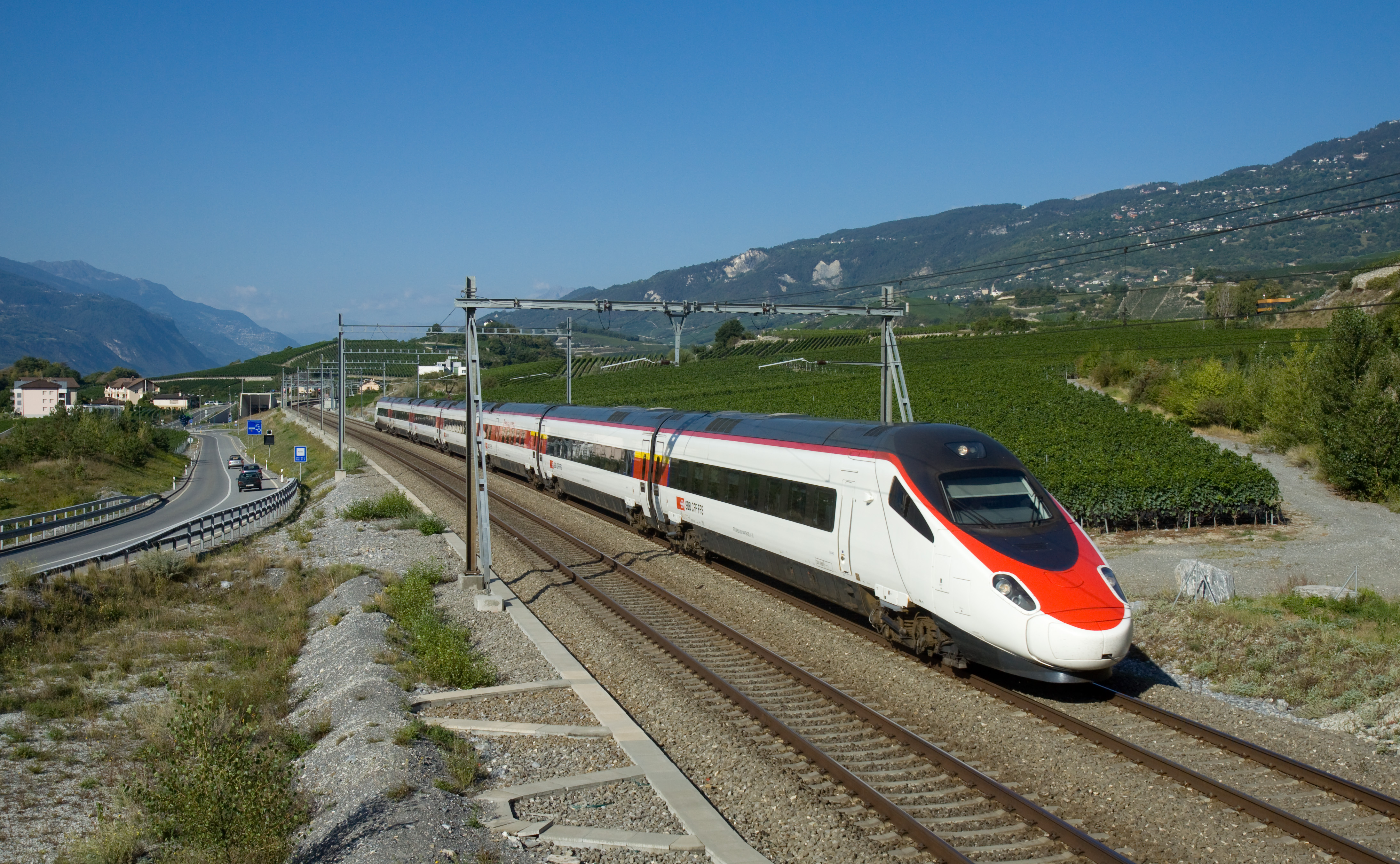
EuroCity entre Ginebra y Venecia, servido con un automotor de SBB.

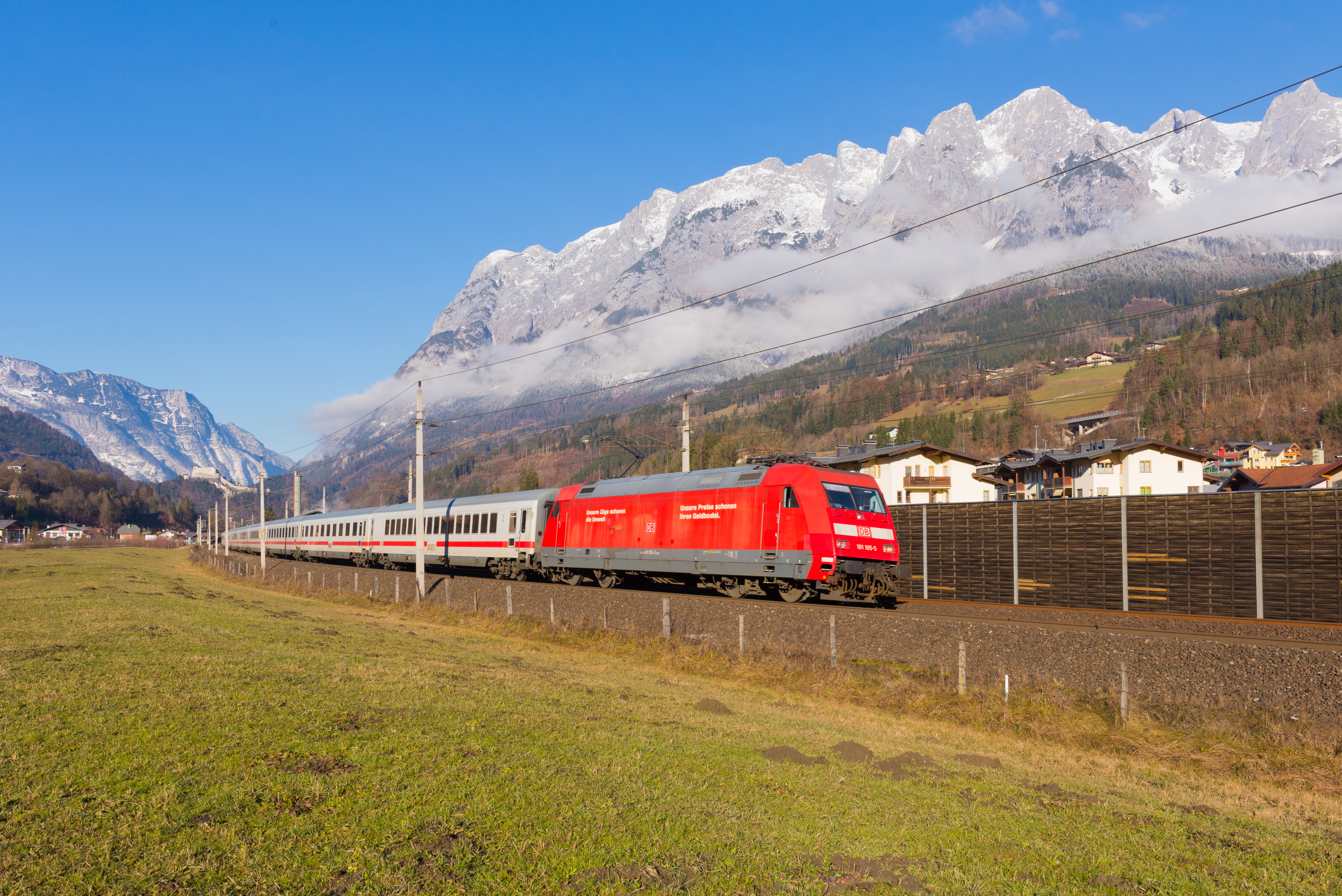
Locomotora alemana "Clase 101" remolcando un tren EuroCity con coches de viajeros alemanes cerca de Pfarrwerfen.

EuroCity (abreviado EC) es una denominación que se utiliza para trenes de larga distancia convencionales que unen diversos países europeos. De forma general son similares a los InterCity con la particularidad de circular por más de un país.
En ocasiones requieren de reserva de plaza y de un suplemento para los viajeros con abonos. Habitualmente tienen alguna prestación más que los InterCity, por lo que en algunos países como Austria también se denomina EuroCity a los trenes internos de mayor gama. Su versión nocturna es denominada EuroNight.

## Historia
Los trenes EC reemplazaron a los denominados Trans Europ Express como trenes internacionales europeos. 
El primer tren EC fue puesto en servicio en 1987, antes de la entrada en vigencia del Tratado de Schengen, por este motivo debía hacerse el control de pasaportes en los cruces fronterizos. En la mayoría de los casos los trenes debían detenerse en estaciones fronterizas y los pasajeros debían descender para realizar los trámites, pero en los trenes EC el control de pasaportes se realizaba sobre el mismo tren en movimiento.
Muchos de los trenes EuroCity llevan nombres que continúan la tradición iniciada con los trenes de lujo de fines del siglo XIX y principios del siglo XX. En algunos casos los nombres incluso fueron utilizados en trenes Trans Europ Express que cubrieron la misma ruta, como por ejemplo Lutetia para el servicio entre París y Milán.

## Características
Los trenes EuroCity incorporan una serie de prestaciones que por lo general son mayores que las de otros trenes convencionales. Todos los coches incorporan aire acondicionado. Sólo se realiza parada en las ciudades principales, y las paradas tienen una duración reducida. Se sirve comida y bebida a bordo y el personal habla varios idiomas, como mínimo 2 siendo alguno de ellos inglés, francés o alemán.
La velocidad media es alta y son servicios que circulan exclusivamente durante el día, siendo los trenes EuroNight su versión nocturna.

## Rutas
Los trenes EuroCity cubren numerosas rutas entre grandes ciudades europeas cercanas. Existen otros servicios internacionales no cubiertos por EuroCity, como es el caso de Eurostar.

Rutas Eurocity en verano de 1987.
Rutas Eurocity en invierno de 2010.
Rutas Eurocity en 2015-16.